# Sada Thioub
Sada Thioub, né le 1er juin 1995 à Nanterre, est un footballeur international sénégalais. Il évolue au poste d'attaquant.

## Biographie
Après deux premiers matchs de Ligue 1 avec l'OGC Nice, Sada Thioub signe son premier contrat professionnel avec l'En Avant de Guingamp lors de l'été 2015. Il est prêté dans la foulée au CA Bastia. Un an plus tard, il résilie son contrat et s'engage deux ans avec le Nîmes Olympique.
Thioub est convoqué en équipe du Sénégal au mois de février 2019 par Aliou Cissé. Il honore sa première sélection le 23 mars 2019 contre le Madagascar en entrant en jeu à la place d'Ismaïla Sarr en fin de rencontre.
Sa meilleure saison sera en 2018-19, où il a inscrit trois buts et cinq passes décisives en Ligue 1, avec notamment un but mémorable contre l'Olympique de Marseille en début de saison. Le 21 avril 2023, il inscrit son premier but de la saison 2022-2023 contre le PSG de Kylian Mbappé et Lionel Messi. 
En fin de contrat en 2023, il signe en mars 2024 un contrat d'un an avec le FC Yelimay Semeï, club du Kazakhstan.

## Statistiques
| Saison                | Club                  | Championnat           | Championnat | Championnat | Coupe nationale | Coupe nationale | Coupe de la Ligue | Coupe de la Ligue | Total | Total |
| Saison                | Club                  | Division              | M.          | B.          | M.              | B.              | M.                | B.                | M.    | B.    |
| 2014-2015             | OGC Nice              | Ligue 1               | 2           | 0           | -               | -               | -                 | -                 | 2     | 0     |
| 2015-2016             | CA Bastia (prêt)      | National              | 28          | 6           | 1               | 0               | 2                 | 0                 | 31    | 6     |
| 2016-2017             | Nîmes Olympique       | Ligue 2               | 29          | 4           | 1               | 0               | 1                 | 0                 | 31    | 4     |
| 2017-2018             | Nîmes Olympique       | Ligue 2               | 31          | 4           | 2               | 0               | 1                 | 1                 | 34    | 5     |
| Total sur la carrière | Total sur la carrière | Total sur la carrière | 90          | 14          | 4               | 0               | 4                 | 1                 | 98    | 15    |